# Torrecilla (Mozárbez)
Torrecilla es un despoblado español del municipio de Mozárbez, perteneciente a la provincia de Salamanca, en la comunidad autónoma de Castilla y León.

## Toponimia
El lugar puede aparecer referido como «Torrecilla» y «Torrecilla de Ariseos».

## Historia
Hacia mediados del siglo XIX, el lugar, ya por entonces perteneciente a Mozárbez, estaba despoblado. Aparece descrito en el decimoquinto volumen del Diccionario geográfico-estadístico-histórico de España y sus posesiones de Ultramar de Pascual Madoz con las siguientes palabras:

TORRECILLA DE ARISEOS: desp. en la prov. y part. jud. de Salamanca, térm. municipal de Mozarvaez.
(Madoz, 1849, p. 75)

En 2023, la entidad singular de población no tenía empadronado ningún habitante.